# Stórhóll (bergstopp i Island, Norðurland vestra, lat 65,31, long -19,35)
Stórhóll är en bergstopp i republiken Island. Den ligger i regionen Norðurland vestra, 180 km nordost om huvudstaden Reykjavík. Toppen på Stórhóll är 899 meter över havet.
Trakten runt Stórhóll är nära nog obefolkad, med mindre än två invånare per kvadratkilometer. Det finns inga samhällen i närheten. Trakten runt Stórhóll består i huvudsak av gräsmarker.